# James Craig (ator)
James Craig (Nashville, 4 de fevereiro de 1912 - Santa Ana, 27 de junho de 1985) foi um ator estadunidense. Ele era mais conhecido por participações em filmes como Kitty Foyle (1940) e O Homem que Vendeu a Alma (1941), e por seu papel como protagonista na MGM na década de 1940, onde apareceu em filmes como A Comédia Humana (1943).